# Новоархангельське (Томський район)
Новоарха́нгельське (рос. Новоархангельское) — село у складі Томського району Томської області, Росія. Входить до складу Турунтаєвського сільського поселення.
Стара назва — Ново-Архангельське.

## Населення
Населення — 349 осіб (2010; 467 у 2002).
Національний склад (станом на 2002 рік):
- росіяни — 87 %